# BKS Bydgoszcz

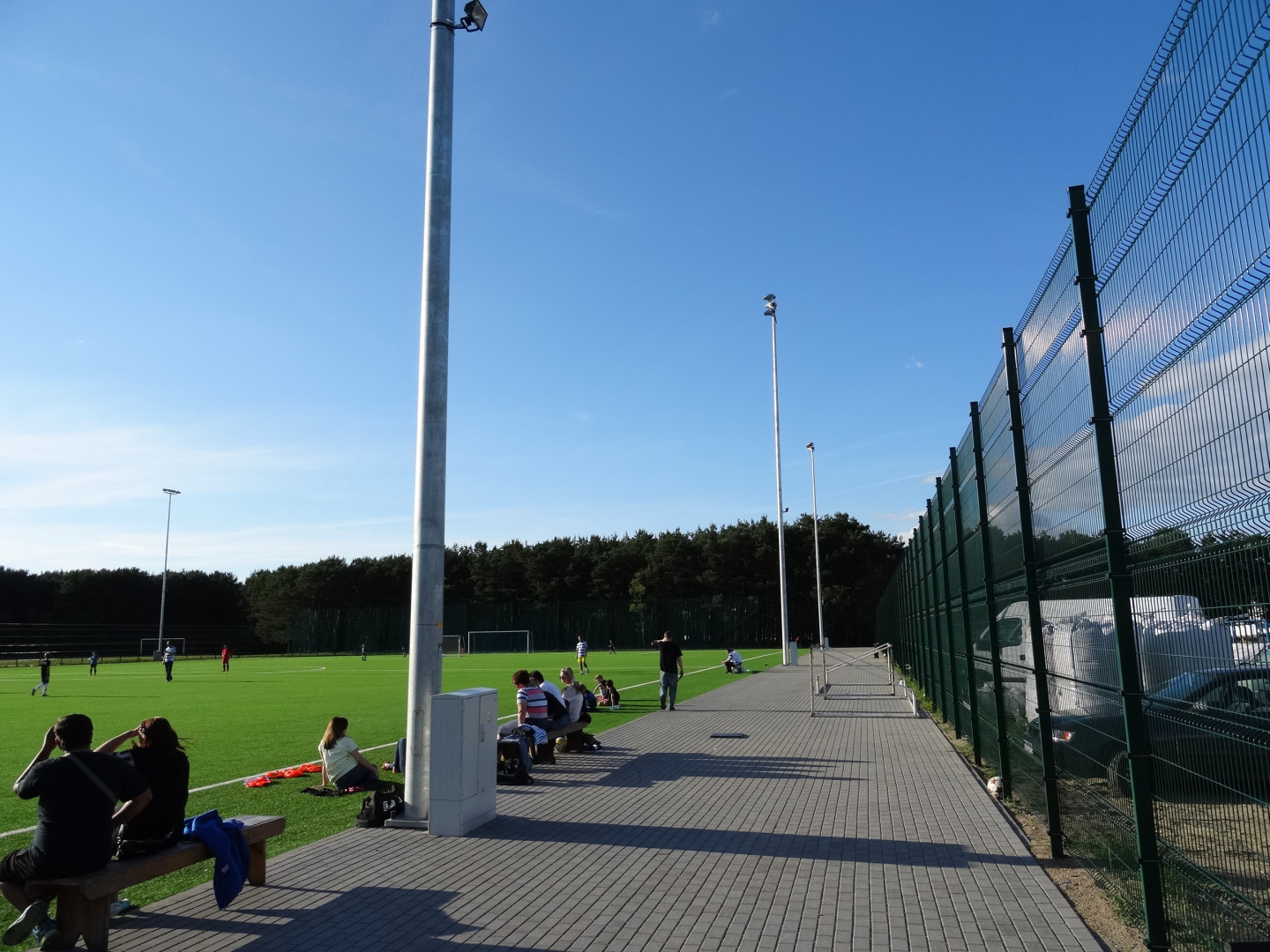
Obiekt CWZS Zawisza w Fordonie służący piłkarzom BKS Bydgoszcz

Budowlany Klub Sportowy – wielosekcyjny klub sportowy z siedzibą w Bydgoszczy, założony w 1956. Niegdyś znany pod nazwą Budowlani Bydgoszcz. Od 2005 jest członkiem Cywilno-Wojskowego Związku Sportowego Zawisza Bydgoszcz.

## Informacje ogólne
- Pełna nazwa: Budowlany Klub Sportowy Bydgoszcz[1]
- Data założenia: 1956
- Barwy: szaro-biało-czerwone
- Adres: ulica Żupy 2, 85-026 Bydgoszcz

### Sekcje
- lekkoatletyka
- piłka nożna (www)
- hokej na lodzie (www)
- łucznictwo
- piłka ręczna

Wcześniej funkcjonowały również sekcje: brydża sportowego i tenisa ziemnego

## Historia
Początki klubu związane są z utworzonym w 1949 roku Zrzeszeniem Sportowym Budowlani, opartym na pracownikach przedsiębiorstw branży budowlanej. Uprawiano wówczas sport w sekcjach: strzeleckiej, tenisa stołowego, boksu, piłki nożnej, łyżwiarstwa figurowego i lekkoatletyki. 8 marca 1957 klub został wpisany do rejestru stowarzyszeń i związków. W 1975 zmieniono jego nazwę na Budowlany Klub Sportowy (BKS). W 1977 liczył 654 członków. Piłkarze w latach 70. uczestniczyli w rozgrywkach III ligi, a w sezonie 1977/1978 grali na zapleczu ekstraklasy. Z sekcji lekkoatletycznej wywodziło się wielu indywidualnych mistrzów Polski w kategorii młodzików, juniorów i seniorów. Wyniki na poziomie europejskim i światowym uzyskiwali m.in. olimpijczycy: sprinterka Beata Żbikowska i trójskoczek Michał Joachimowski, poza tym skoczkowie o tyczce (Mirosław Chmara), biegacze (Kazimierz Żbikowski, Jarosław Kaniecki, Danuta Gąska, Rafał Jerzy), wieloboiści i inni. W latach 1978–1984 klub prowadził sekcję hokejową przejętą z Polonii Bydgoszcz, przez cztery sezony uczestnicząc w rozgrywkach ekstraklasy. W latach 60. i 70. przy ul. Żupy wzniesiono budynek administracyjny, gdzie zlokalizowano siedzibę klubu wraz z restauracją, salą gimnastyczną, siłownią i kortami tenisowymi. Przy ul. Słowiańskiej wzniesiono boisko piłkarsko-lekkoatletyczne, a w 1978 rozpoczęto budowę stadionu na Górzyskowie, którą przerwano w latach 80. Po 1990 stadion na Wzgórzu Wolności przekazano w gestię TKKF.
W latach 80. i 90. w klubie działała również sekcja koszykówki kobiet.
W 2005 BKS zgłosił akces do Cywilno-Wojskowego Związku Sportowego Zawisza, jako członek założyciel co otworzyło klubowi dostęp do bazy sportowej na wysokim poziomie. Skoncentrowano się na szkoleniu dla dzieci i młodzieży w zakresie piłki nożnej, lekkoatletyki i łucznictwa oraz dyscyplin do tej pory zaniedbanych w Bydgoszczy: od 2014 hokeja na lodzie, a od 2015 piłki ręcznej kobiet. Od 2007 roku wysoki poziom sportowy osiągają lekkoatleci. Kilkunastu zawodników zdobywa medale na mistrzostwach Polski w różnych kategoriach wiekowych. Wychowanka i zawodniczka klubu Iga Baumgart dwukrotnie uczestniczyła w igrzyskach olimpijskich (2012, 2016), a w 2017 zdobyła tytuł halowej mistrzyni Europy i wicemistrzyni świata sztafet, a także brązowy medal w sztafecie 4x400 m na Mistrzostwach Świata w Lekkoatletyce 2017 Londyn. W 2018 roku zdobyła złoty medal na Mistrzostwach Europy w Lekkoatletyce 2018 w sztafecie 4x400 m (Berlin).

## Obiekty sportowe
Do 2013 siedzibą klubu był rozebrany w 2022 budynek przy ul. Żupy 2 z salą gimnastyczną i siłownią. Lekkoatleci korzystali z boiska przy ul. Słowiańskiej na Wzgórzu Wolności. W 1977 na powierzchni 11 ha przy ul. Żwirki i Wigury na Górzyskowie klub rozpoczął budowę własnego kompleksu sportowego, którą miały zrealizować społecznie bydgoskie przedsiębiorstwa budowlane. Obok stadionu zaprojektowano halę sportową oraz baseny pływackie: kryty i otwarty. Rozpoczęte prace przerwano w latach 80. XX w. Wykonano jedynie boisko z bieżnią lekkoatletyczną, otoczone wałami ziemnymi oraz częściowo basen otwarty. Na boisku ćwiczyli piłkarze grający wówczas w V lidze. W latach 90. teren sprzedano pod osiedle mieszkaniowe, a stadion na Wzgórzu Wolności przekazano TKKF. Po przejściu klubu pod kuratelę CWZS Zawisza, lekkoatleci korzystają z kompleksu sportowego Zawiszy przy ul. Gdańskiej, a piłkarze ze zmodernizowanego w 2015 stadionu w Fordonie. Łucznicy do 2012 korzystali z torów otwartych przy hali Łuczniczka, a po ich likwidacji otrzymali od miasta teren przy ul. Inwalidów pod nowe tory łucznicze. Do klubu w latach 1978–1984 należało sztuczne lodowisko Torbyd. Reaktywowana w 2014 sekcja hokeja na lodzie korzystała z hali Tortor w Toruniu. Po otwarciu nowego Torbydu 14 stycznia 2018 roku odbył się pierwszy mecz hokeja na lodzie w Bydgoszczy od czasu reaktywacji sekcji hokeja BKS. BKS uległ w zespołowi Mad Dogs Sopot 6:7. Piłkarki ręczne rozgrywają mecze w hali ZS nr 7 przy ul. Waryńskiego na osiedlu Błonie.
W październiku 2018 roku na terenie Kompleksu Sportowego CWZS Zawisza przy ul.Sielskiej klub oddał do użytku nowe boisko piłkarskie typu Orlik przykryte balonem o wymiarach 53,3 m na 36 m, gdzie w okresie jesienno-zimowym trenują piłkarze grup młodzieżowych.

## Sportowcy BKS Bydgoszcz

### Olimpijczycy z BKS Bydgoszcz
- Rzym 1960
  - Beata Żbikowska (lekkoatletyka) – bieg na 800 m, 8 m.
- Monachium 1972
  - Michał Joachimowski (lekkoatletyka) – trójskok, 7. m.
- Londyn 2012
  - Iga Baumgart (lekkoatletyka) – sztafeta 4 x 400 m, 12 m.
- Rio de Janeiro 2016
  - Iga Baumgart (lekkoatletyka) – sztafeta 4 x 400 m, 7 m. (po dyskwalifikacji sztafety Ukrainy – 6 m)

Tokio 2020
Iga Baumgart-Witan(lekkoatletyka)-sztafeta 4x400 m mix 1. miejsce złoty medal(biegła w eliminacjach)
Iga Baumgart-Witan (lekkoatletyka)-sztafeta 4x400 m kobiet 2. miejsce srebrny medal 
Kinga Gacka -(lekkoatletyka)sztafeta 4 x400 m kobiet (jako rezerwowa)

Olimpijczykami byli także wychowankowie klubu: wieloboista Janusz Szczerkowski (Moskwa 1980) i skoczek o tyczce Mirosław Chmara (Seul 1988).

## Osiągnięcia sportowe

### Mistrzostwa świata
- lekkoatletyka:
  - Jarosław Kaniecki – brązowy medal MŚ Juniorów (1986)
  - Iga Baumgart – srebrny medal III IAAF Mistrzostw Świata Sztafet (2017) Wyspy Bahama
  - Iga Baumgart – brązowy medal Mistrzostw Świata Londyn (2017) w sztafecie 4x400 m
  - Iga Baumgart-Witan – srebrny medal Mistrzostw Świata Doha (2019) w sztafecie 4x400 m
  - Iga Baumgart-Witan – 5. miejsce w finale Mistrzostw Świata Doha (2019) w sztafecie mieszanej
  - Iga Baumgart-Witan – 8. miejsce w finale indywidualnym Mistrzostw Świata Doha (2019) w biegu na 400 m (pierwszy raz w historii Mistrzostw Świata w Lekkoatletyce w finale wystąpiły dwie Polki)
  - Iga Baumgart-Witan –brązowy medal Halowych  Mistrzostw Świata Belgrad w sztafecie 4x400 m
  - Kinga Gacka -brązowy medal Halowych  Mistrzostw Świata Belgrad w sztafecie 4x400 m

### Mistrzostwa Europy
- lekkoatletyka:
  - Romuald Murawski – brązowy medalista mistrzostw Europy juniorów (1970) w skoku o tyczce
  - Michał Joachimowski – mistrz w trójskoku (1974 – hala) i wicemistrz (1973, 1975, hala)
  - Iga Baumgart – złoty medal w sztafecie 4x400 m (2017-hala Belgrad)
  - Iga Baumgart-Witan -złoty medal w sztafecie 4x400 m(2018-Berlin)
  - Iga Baumgart-Witan -złoty medal w sztafecie 4x400m(2019-hala Glasgow)
  - Iga Baumgart-Witan -srebrny medal w sztafecie 4x400 m(2022-Monachium)
  - Kinga Gacka -srebrny medal w sztafecie 4x400 m(2022-Monachium)(biegła w eliminacjach)
- łucznictwo:
  - Monika Gruszczyńska i Kacper Sierakowski – rekord Europy w kategorii mikst (2010)

### Osiągnięcia drużynowe
- hokej na lodzie – cztery sezony w I lidze (1980–1984)
- piłka nożna – sezon na zapleczu ekstraklasy (1979/1980)
- lekkoatletyka – trzecie miejsce w kraju w klasyfikacji medalowej halowych mistrzostw Polski juniorów (2017)
- szachy – czwarte miejsce ekstraklasie szachowej (1957)

Od 2008 roku w klasyfikacji punktowej Polskiej Federacji Sportu Młodzieżowego w województwie kujawsko-pomorskim klub zajmuje regularnie 2. miejsce w sporcie młodzieżowym (po Zawiszy Bydgoszcz).

### Osiągnięcia indywidualne
- lekkoatletyka:
  - Kazimierz Żbikowski – mistrz Polski w biegu na 3000 m z przeszkodami (1957, 1958, 1959)
  - Beata Żbikowska – mistrzyni Polski w biegu na 400 m (1958), 800 m (1957)
  - Romuald Murawski – brązowy medal MP (1971) w skoku o tyczce
  - Michał Joachimowski – 6-krotny mistrz Polski w trójskoku na otwartym stadionie oraz trzykrotny w hali (1972–1976, 1978)
  - Tadeusz Narożny - mistrz Polski w skoku w dal (1973), reprezentant Polski juniorów (1973-1975)
  - Andrzej Pawłowski - mistrz Polski juniorów w biegu na 400m, wicemistrz MP  w sztafecie 4 x 400m,  reprezentant Polski juniorów (1973-1975)
  - Janusz Szczerkowski – halowy wicemistrz Polski w siedmioboju (1977)
  - Wiesław Wojtkuński – mistrz Polski w biegu w biegu przełajowym 14 km (1979)
  - Maciej Jędral – mistrz Polski w biegu w dziesięcioboju (1983)
  - Robert Michniewski – mistrz Polski w trójskoku (2003), wicemistrz (2007)
  - Jacek Kazimierowski – mistrz Polski w trójskoku (2006), wicemistrz Polski (2007 hala)
  - Krzysztof Andrzejak – wicemistrz Polski w wieloboju (2007)
  - Iga Baumgart – mistrzyni Polski juniorów w biegu na 400 m (2007, 2011), mistrzyni Polski seniorów 2017,2019 ,wicemistrzyni MP seniorów (2011, 2012, 2015), brązowy medal MP (2013, 2012 hala,2017 hala), reprezentantka Polski
  - Daria Rogalska – mistrzyni (2008) i wicemistrzyni (2007) Polski juniorów w pchnięciu kulą, reprezentantka Polski na mistrzostwach Europy juniorów (2007)
  - Agnieszka Rudnik – mistrzyni Polski juniorów w trójskoku (2007 stadion i hala, 2008 hala), reprezentantka Polski juniorek
  - Kamil Tyma – wielokrotny medalista Mistrzostw Polski juniorów w trójskoku i skoku w dal, rekordzista Polski w trójskoku juniorów młodszych w hali (2008), reprezentant Polski juniorów
  - Damian Szufreida – wielokrotny złoty medalista Mistrzostw Polski juniorów młodszych i juniorów w trójskoku, reprezentant Polski
  - Mateusz Joachimowski – mistrz Polski juniorów w trójskoku (2007 hala), srebrny medal w Ogólnopolskiej Olimpiadzie Młodzieży (2007), reprezentant Polski juniorów
  - Oskar Wrzeszcz – brązowy medal w MP juniorów w skoku w dal (2007 hala), srebrny i brązowy medal w OOM (2007), reprezentant Polski juniorów
  - Anna Jankowska – medalistka mistrzostw Polski juniorów i młodzieżowców w rzucie młotem, reprezentantka Polski juniorek
  - Monika Kopycka – wicemistrzyni Polski w biegu na 400 metrów przez płotki (2007]), brązowy medal MP (2010)
  - Jakub Daroszewski – wicemistrz młodzieżowych MP w trójskoku (2012 i 2013 hala), wicemistrz MP seniorów (2013 hala), reprezentant Polski juniorów w trójskoku
  - Maciej Dreger – wielokrotny medalista mistrzostw Polski juniorów i młodzieżowców w rzucie młotem, reprezentant Polski juniorów
  - Damian Otto – wicemistrz Polski juniorów w skoku w dal (2011), mistrz Polski juniorów (2012 hala)
  - Łukasz Wróbel – wielokrotny medalista mistrzostw Polski juniorów na stadionie i w hali w skoku w dal (2009–2011), wicemistrz MP seniorów w hali (2017)
  - Agnieszka Wysocka – złoty medal w trójskoku na OOM (2011), mistrzyni Polski juniorek (2012 i 2013 hala i stadion), wicemistrzyni (2012 stadion)
  - Radosław Kobylarz – złoty medal w trójskoku na OOM (2011), mistrz Polski juniorów (2012 hala), brązowy medal MP juniorów (2012)
  - Szymon Holesiński – brązowy medal w rzucie młotem na OOM (2012)
  - Kacper Fabiszewski – złoty medal MP młodzików w skoku w dal (2012), brązowy medal OOM (2013)
  - Kinga Gacka – mistrzyni Polski w biegu na 300 m w MP juniorów (2017 hala),rekordzistka Polski w biegu na 300 m juniorek młodszych w hali (38,80 s) oraz na 200 m w hali (24,55 s). Mistrzyni Polski juniorek młodszych w hali na 300 m (Toruń 2018) oraz Mistrzyni Polski na 400 m na otwartym stadionie (Chorzów 2018),reprezentantka Polski na Mistrzostwa Europy U-18 Gyor (12 m) oraz Igrzyska Olimpijskie U-18 Buenos Aires (18 m) .Mistrzyni Polski juniorek w biegu na 200 m i wicemistrzyni na 400 m (2019). Reprezentantka Polski ne ME Juniorów w Boras(SWE)
  - Wiktoria Liberska – mistrzyni Polski w trójskoku w MP juniorów (2017 hala), brązowy medal MP juniorów w skoku w dal (2016 hala)
  - Nicole Kraska – brązowy medal w trójskoku w MP juniorów (2017 hala),Srebrny medal w trójskoku i brązowy medal w skoku w dal(2018 hala)
  - Mateusz Różycki – srebrny medal w trójskoku w MP juniorów (2017 hala)
  - Radosław Sikora-mistrz Polski juniorów młodszych w rzucie młotem(2015)reprezentant Polski na MŚ Juniorów Młodszych Cali(COL),mistrz Polski Juniorów 2017,reprezentant Polski na Mistrzostwach Europy Juniorów Grosseto (ITA)
- łucznictwo:
  - Monika Rogiewicz, Monika Gruszczyńska, Mateusz Skotarski i Sebastian Charczenko – złoty i srebrny medal na Międzywojewódzkich Mistrzostwach Młodzików (2008)
  - Sebastian Charczenko – srebrny i brązowy medal podczas OOM (2009)
  - Mateusz Skotarski – brązowy medal podczas OOM (2009), wicemistrz Polski Juniorów Młodszych (2011)
  - Monika Gruszczyńska – brązowy medal podczas Mistrzostw Polski Juniorów Młodszych (2010), wicemistrzyni Polski Juniorów (2012)
  - Jakub Banaszak – młodzieżowy wicemistrz Polski (2018 Bytom),wicemistrz Polski juniorów (2016), brązowy medal MP juniorów (2013, 2014), wicemistrz Polski seniorów (2014), brązowy medal MP seniorów (2016), brązowy medal drużynowo w Ogólnopolskiej Olimpiadzie Młodzieży (2012). Mistrz Polski U-23 2019.

## Sekcje

### Lekkoatletyka
Sekcję założono u zarania klubu. Bazą do uprawiania dyscyplin lekkoatletycznych było boisko otoczone bieżnią przy ul. Słowiańskiej urządzone w końcu lat 50. Począwszy od lat 60. XX w. BKS posiadał jedyną obok Zawiszy wyczynową sekcję lekkoatletyczną w Bydgoszczy. Jej zawodnicy osiągali wysoki poziom sportowy występując na najważniejszych imprezach międzynarodowych z igrzyskami olimpijskimi włącznie. Najlepiej wypadali sprinterzy i długodystansowcy: Kazimierz Żbikowski, Beata Żbikowska, Jarosław Kaniecki, Wiesław Wojtkuński, Danuta Gąska, Rafał Jerzy, wieloboiści: Janusz Szczerkowski, Maciej Jędral, skoczkowie o tyczce: Paweł Iwiński, Romuald Murawski, Mirosław Chmara oraz trójskoczkowie: Michał Joachimowski (mistrz Europy, wielokrotny mistrz Polski, dwukrotny olimpijczyk) i Robert Michniewski. Klub uczestniczył w rozgrywkach II ligi, a w sezonach 1977–1978 – w ekstraklasie lekkoatletycznej. W 2007 w sekcji trenowało 154 zawodników pod kierunkiem 9 trenerów, zawodnicy zdobyli 14 medali na imprezach mistrzowskich, a do kadry narodowej zakwalifikowano 10 zawodniczek i zawodników BKS. Wzrost poziomu sportowego zawodników sekcji zanotowano po 2009 roku, kiedy BKS został członkiem CWZS Zawisza, otrzymując dostęp do bazy szkoleniowej na wysokim poziomie. Współpraca ze szkołami bydgoskimi, m.in.: XI LO, VII LO, VIII LO, Gimnazja nr 9 i 10, SP nr 14, 63, 65, 67 dawała dobre efekty. Od 2008 w klasyfikacji punktowej Polskiej Federacji Sportu Młodzieżowego w województwie kujawsko-pomorskim klub zajmował regularnie 2. miejsce w sporcie młodzieżowym oraz awansował do I ligi lekkoatletycznej juniorów. BKS dochował się wielu reprezentantów Polski na mistrzostwa Europy, świata, igrzyska olimpijskie. Zawodnicy zdobywali liczne medale mistrzostw Polski różnych kategorii wiekowych. W 2017 w klasyfikacji medalowej mistrzostw Polski juniorów BKS uplasował się na 3. miejscu w kraju. Jednocześnie Iga Baumgart została nominowana w plebiscycie Expressu Bydgoskiego na „Sportową Gwiazdę Bydgoszczy”. W 2018 roku Iga Baumgart-Witan została Mistrzynią Europy w sztafecie 4x400 m (Berlin), a indywidualnie sięgnęła po 5. miejsce,Kinga Gacka jako jedyna bydgoszczanka reprezentowała Polskę na Igrzyskach Olimpijskich U-18 w Buenos Aires. W tym roku do kadr narodowych Polskiego Związku Lekkiej Atletyki w różnych kategoriach wiekowych powołanych zostało 14 zawodników BKS Bydgoszcz.
W 2019 roku Iga Baumgart-Witan trenowana przez trener Iwonę Baumgart(mama)wywalczyła złoty medal na HME w Glasgow w sztafecie 4x400 m, srebrny medal na MŚ w Doha (QAT). Została indywidualną Mistrzynią Polski w hali (Toruń)oraz na otwartym stadionie (Radom). Jako pierwsza Polka w historii (wraz z Justyną Święty-Ersetic) wstąpiła w finale Mistrzostw Świata w biegu na 400 m (zajęła w nim 8. miejsce), a także pomogła wywalczyć 5. miejsce w Mistrzostwach Świata w Doha 2019 w sztafecie mieszanej 4x400m.Reprezentowała reprezentację Europy w meczu Europa-USA w Mińsku. (w biegu na 400 m zajęła 3. miejsce, a w sztafecie szwedzkiej była pierwsza)

### Piłka nożna
Sekcję założono w 1955 roku, jeszcze przed oficjalną rejestracją klubu. Zawodnikami byli młodzi pracownicy bydgoskich przedsiębiorstw budowlanych. Początkowo założono 4 drużyny: seniorów, rezerwy, juniorów i trampkarzy. W latach 1956–1958 zespół seniorów awansował z klasy D do III ligi (wojewódzkiej). W 1962 zespół rozegrał mecz towarzyski z włoskim UISP Reggio Emilia (1:1), a w 1967 Zbigniewa Dembińskiego powołano do kadry Polski juniorów. W sezonie 1976/77 klub awansował do II ligi, w której spędził tylko jeden sezon, lecz udział w rozgrywkach zaplecza ekstraklasy był największym osiągnięciem klubu. Następnie przez dwa sezony grał w III lidze, po czym spadł do niższych lig. W sezonach 2002/03 i 2003/04 występował w lidze okręgowej w fuzji z Gwiazdą Bydgoszcz. Po rozpadzie fuzji seniorski zespół piłkarski przestał istnieć. W 2008 reaktywowano go i zgłoszono do rozgrywek bydgoskiej Klasy B. Od 2010 drużyna uczestniczyła w rozgrywkach Klasy A, a w 2016 awansowała do klasy okręgowej (V liga). W 2007 roku sekcja prowadziła szkolenie w 7 grupach rozgrywkowych z udziałem 180 zawodników i 8 trenerów. Młodzicy reprezentowali województwo kujawsko-pomorskie w Turnieju im. Marka Wielgusa (klubowe MP), dochodząc do półfinału. Zespół seniorów rozgrywa mecze na boisku CWZS Zawisza przy ul. Sielskiej w Fordonie. Klub prowadzi szkolenie młodzieży (juniorzy starsi i młodsi, trampkarze, młodzicy, orlicy, żacy). Do znanych wychowanków klubu należą:
- Tomasz Szuflita – zawodnik ekstraklasowych drużyn m.in. Zawiszy Bydgoszcz, Igloopolu Dębica, Ruchu Chorzów, Arki Gdynia, zanotował 119 występów i 1 gol w ekstraklasie
- Michał Szeremet – 25 występów w ekstraklasie, zawodnik m.in. Widzewa Łódź, czy Odry Opole
- Andrzej Magowski – występy m.in. w Olimpii i Warcie Poznań oraz zespołach niemieckich

#### Występy piłkarzy BKS w polskiej lidze
| Sezon     | Liga                       | Miejsce | Mecze | Bilans bramkowy | Punkty | Uwagi                                     |
| 1956–1959 | klasy regionalne           |         |       |                 |        |                                           |
| 1960–1967 | III liga                   |         |       |                 |        | nie grał w play-offach o awans do II ligi |
| 1966/1967 | III liga (grupa IV)        | 7       | 30    | 27:35           | 28     |                                           |
| 1967/1968 | III liga (grupa IV)        | 14      | 30    | 30:46           | 21     | spadek do klasy okręgowej                 |
| 1968/1969 | Klasa okręgowa             |         |       |                 |        |                                           |
| 1969/1970 | Klasa okręgowa             |         |       |                 |        | awans do III ligi                         |
| 1970/1971 | III liga (grupa IV)        | 14      | 30    | 28:55           | 18     | spadek do klasy okręgowej                 |
| 1971–1974 | klasa okręgowa, III liga   |         |       |                 |        |                                           |
| 1974/1975 | III liga                   |         |       |                 |        | nie grał w play-offach o awans do II ligi |
| 1975/1976 | III liga (grupa VI)        | 3       |       |                 |        | grał w play-offach o awans do II ligi     |
| 1976/1977 | III liga (grupa I)         | złoto   | 26    | 46:15           | 42     | awans do II ligi                          |
| 1977/1978 | II liga (gr. północna)     | 16      | 30    | 29:54           | 17     | debiut w II lidze, spadek do III ligi     |
| 1978/1979 | III liga (grupa I)         | 6       | 26    | 37:31           | 26     |                                           |
| 1979/1980 | III liga (grupa I)         | 9       | 28    | 31:30           | 27     | spadek do IV ligi                         |
| 1980–2002 | IV liga, okręgowa          |         |       |                 |        |                                           |
| 2002/2003 | Klasa okręgowa             |         |       |                 |        | w fuzji z Gwiazdą Bydgoszcz               |
| 2003/2004 | Klasa okręgowa             |         |       |                 |        | wycofanie z rozgrywek                     |
| 2008/2009 | klasa B (Bydgoszcz III)    | 2       | 22    | 112:20          | 56     | reaktywacja zespołu                       |
| 2009/2010 | klasa B (Bydgoszcz III)    | złoto   | 20    | 92:20           | 55     | awans do Klasy A                          |
| 2010/2011 | klasa A (Bydgoszcz I)      | 5       | 26    | 70:43           | 44     |                                           |
| 2011/2012 | klasa A (Bydgoszcz I)      | 8       | 22    | 41:39           | 28     |                                           |
| 2012/2013 | klasa A (Bydgoszcz I)      | 7       | 26    | 57:51           | 38     |                                           |
| 2013/2014 | klasa A (Bydgoszcz I)      | 3       | 26    | 56:34           | 49     |                                           |
| 2014/2015 | klasa A (Bydgoszcz I)      | 4       | 26    | 67:42           | 46     |                                           |
| 2015/2016 | klasa A (Bydgoszcz I)      | złoto   | 26    | 101:21          | 71     | awans do V ligi                           |
| 2016/2017 | V liga (kuj-pom I)         | 5       | 30    | 66:41           | 55     |                                           |
| 2017/2018 | V liga (kuj-pom I)         | 2       | 30    | 81-23           | 60     | awans do IV ligi                          |
| 2018/2019 | IV liga (kuj-pom)          | 13      | 34    | 56-55           | 45     |                                           |
| 2019/2020 | IV liga (kuj-pom)          | 9       | 17    | 36-29           | 23     | [ 10 ]                                    |
| 2020/2021 | IV liga (kuj-pom)          | 11      | 29    | 69-60           | 42     |                                           |
| 2021/2022 | IV liga (kuj-pom)          | 16      | 34    | 34-73           | 31     | spadek do klasy okręgowej                 |
| 2022/2023 | klasa okręgowa (kuj-pom I) | 14      | 30    | 36-67           | 27     |                                           |
| 2023/2024 | klasa okręgowa (kuj-pom I) | 13      | 30    | 48:70           | 33     | klub wycofany po sezonie                  |

### Hokej na lodzie
Sekcję hokeja na lodzie założono w latach 50. XX w. W 1978 klub przejął od Polonii Bydgoszcz sekcję hokejową wraz z seniorami (którzy spadli do II ligi), grupami młodzieżowymi, kadrą szkoleniową oraz lodowiskiem Torbyd. Drużynę seniorów wzmocniono nowymi zawodnikami, a rolę trenerów powierzono Jozefowi Ivanowi i Janowi Sylwestrzakowi. W sezonie 1979/1980 hokeiści awansowali do I ligi, gdzie spędzili kolejne 4 sezony. Trzon drużyny stanowili wówczas m.in. Marian Feter, bracia Csorichowie, bracia Godziątkowscy, Czesław Panek, J. Gawara, R. Niedzielski, M. Gmiński, bramkarz Piotr Panek i inni. W sezonie 1983/84 drużyna prowadzona przez Piotra Cebulę przegrała baraż o utrzymanie z Cracovią i spadła do II ligi, a zarząd BKS ze względów finansowych przekazał sekcję do Polonii Bydgoszcz.
Rozgrywki hokeistów BKS (1978–1984):
| Liga    | Sezon     | Miejsce | Mecze | Bilans bramkowy | Punkty | Uwagi             |
| II liga | 1978/1979 | 2       | 36    | 181:93          | 54     |                   |
| II liga | 1979/1980 | 1       | 36    | 207:83          | 57     | awans do I ligi   |
| I liga  | 1980/1981 | 7       | 42    | 154:185         | 32     |                   |
| I liga  | 1981/1982 | 9       | 36    | 117:153         | 25     |                   |
| I liga  | 1982/1983 | 8       | 36    | 114:231         | 21     |                   |
| I liga  | 1983/1984 | 10      | 30    | 93:197          | 13     | spadek do II ligi |

W lipcu 2014 przy BKS reaktywowano sekcję hokejową. Sprzyjała temu planowana przez magistrat Bydgoszczy budowa nowej hali lodowej, niezbędnej do uprawiania tego sportu. Do czasu jej oddania do użytku, jako miejsce treningów ustalono Tortor w Toruniu. W sezonie 2014/2015 zainaugurowano rozgrywki w grupie zachodniej II ligi, a rok później w grupie północnej, gdzie występowały zespoły z Warszawy, Łodzi, Poznania i Trójmiasta.
Rozgrywki hokeistów BKS (od 2014):
| Liga                    | Sezon     | Miejsce | Mecze | Bilans bramkowy | Punkty | Uwagi |
| II liga (gr. zachodnia) | 2014/2015 | 3       | 7     | 62:37           | 15     | |
| II liga (gr. północna)  | 2015/2016 | 4       |       |                 |        | |
| II liga (gr. północna)  | 2016/2017 |         |       |                 |        | |
| II liga (gr. północna)  | 2017/2018 | 3       | 8     | 52-49           | 11     | W sezonie zasadniczym 3. miejsce. W play-off wygrana 11-3 w finale ligi z Warsaw Capitals uzyskał prawo gry w I lidze. |
| II liga (gr.północna)   | 2018/2019 | 3       | 9     | 39-32           | 15     | W play off drugie miejsce po przegranej w finale z ŁKH Łódź 4:7                                                        |

Sekcja prowadzi również szkółkę hokejową dla dzieci, której bazą jest kryte lodowisko przy SP nr 65 w Fordonie. Prowadzone są tu rozgrywki w unihokeju.

### Łucznictwo

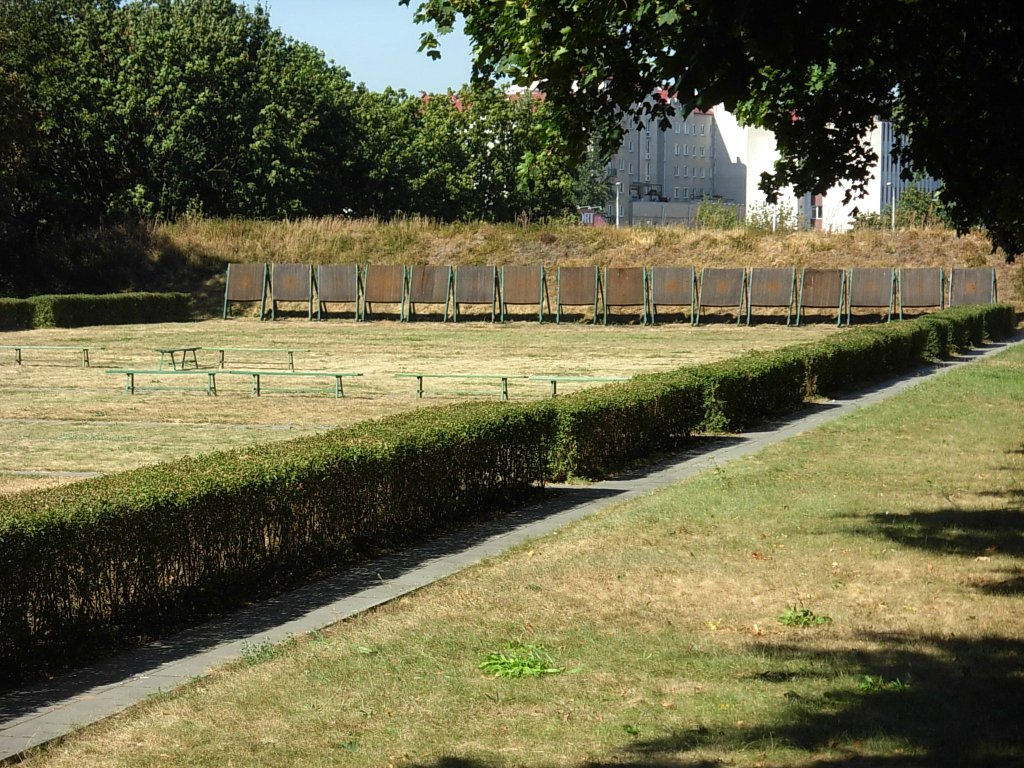
Tory łucznicze w Bydgoszczy w parku Centralnym (od 2014 na ich miejscu stoi Artego Arena)

Sekcję łuczniczą przejęto w 2007 od Klubu Sportowego Łączność, w którym tradycje uprawiania tego sportu sięgają 1935 roku. Od 2012 działalność wyczynowa utrudniona była przez likwidację torów łuczniczych w parku Centralnym w związku z budową Artego Areny. Przez kilka lat treningi odbywały się w hali przy ul. Szajnochy. W 2014 miasto przekazało klubowi teren przy ul. Inwalidów w celu urządzenia tam nowych torów otwartych. Zawodnicy sekcji osiągali sukcesy na arenie krajowej i międzynarodowej. W 2010 Monika Gruszczyńska z Kacprem Sierakowskim ustanowili rekord Europy w kategorii mikst. Szereg medali osiągnięto również w mistrzostwach Polski seniorów, juniorów i młodzików. Monika Gruszczyńska zdobyła  (2010) i  (2012) medal MP juniorów. Jakub Banaszak zdobył  (2013, 2014) i  (2016) MP juniorów oraz  (2014) i  (2016) medal MP seniorów. Obaj znajdują się w kadrze narodowej.

### Piłka ręczna
Sekcję piłki ręcznej powołano w październiku 2015 roku na bazie kadry UKS Sokół Bydgoszcz. Klub ten założony w 2006 przy Gimnazjum nr 3 w Fordonie doprowadził swoje zawodniczki do ćwierćfinału mistrzostw Polski juniorek (2011/2012). W 2015 do rozgrywek regionalnych zgłoszono drużyny juniorek młodszych i młodziczek, bazujących na uczennicach Gimnazjum nr 9 i 35, SP nr 48. W 2016 roku do rozgrywek ogólnopolskiej II ligi zgłoszono drużynę seniorek BKS Bydgoszcz.

### Szachy
Sekcję szachową założono wraz z powstaniem klubu. Już w 1956 drużyna awansowała do ekstraklasy szachowej, gdzie występowała w sezonach 1957-1959. Najwyższe w historii klubu – 4. miejsce osiągnięto w 1957 roku. Klub posiadał w swoim składzie zawodników na wyrównanym poziomie. Trzon drużyny tworzyli: Jan Kowalski, Waldemar Jagodziński, Stanisław Barche, Włodzimierz
Heliasz, Jerzy Bratoszewski, Henryka Konarkowska, Andrzej Tomaszewski. W 1961 roku Budowlani Bydgoszcz uczestniczyli w eliminacjach o awans do ekstraklasy szachowej, ale zajęli IV miejsce w III grupie.